# FC Olimpia Satu Mare
FC Olimpia Satu Mare was een Roemeense voetbalclub uit Satu Mare. De club is opgericht in 1921.

## Geschiedenis
FC Olimpia Satu Mare werd in 1921 opgericht. In 1934 kwam de club tot de kwartfinales van de eerste editie van de Roemeense beker. In 1936 kwam er een nieuwe opzet van het Roemeense voetbalsysteem. Daardoor werd de club in de hoogste divisie geplaatst, maar kon dit slechts één seizoen volhouden. In 1974 promoveerde de club na het kampioenschap in de Liga II naar de Liga I, maar degradeerde in 1976 weer. Na een jaar afwezigheid keerden de Blauwgeelen in 1977 weer terug in de Liga I. In 1978 werd de finale van de Roemeense beker bereikt, maar Olimpia Satu Mare verloor met 3-1 van Universitatea Craiova. De club speelde drie jaar in de Liga I, en in 1980 degradeerde het weer. De laatste promotie stamt uit 1998. Het seizoen 1998-1999 is tot nu toe het laatste seizoen van de club in de Liga I. In 2017/8 moest de club zich door financiële problemen terugtrekken uit de lopende competitie en hield het op met bestaan. Onder de naam Olimpia MCMXXI richtten supporters een nieuwe club op.

## Naamsveranderingen
De club heeft in de loop der jaren verschillende namen gehad. Hieronder een overzicht.
| Jaren      | Naam                  |
| ---------- | --------------------- |
| 1921–1932  | Olimpia Satu Mare     |
| 1932–1947  | Olimpia CFR Satu Mare |
| 1947–1952  | Locomotiva Satu Mare  |
| 1952–1957  | Progresul Satu Mare   |
| 1957–1961  | Victoria Satu Mare    |
| 1961–1965  | A.S.M.D. Satu Mare    |
| 1965–1967  | Sătmăreana            |
| 1967–1968  | Metalul Satu Mare     |
| 1968–heden | FC Olimpia Satu Mare  |

## Erelijst
- Kampioen Liga II (3x)

1973–1974, 1976–1977, 1997–1998
- Kampioen Liga III (2x)

1968–1969, 2012–2013
- Kampioen Liga IV, District Satu Mare (2x)

2010-2011

## Bekende (oud-)trainers
- József Kiprich

## Bekende (oud-)spelers
- Daniel Prodan
- Cristian Daminuță